# 大ダーク
『大ダーク』（だいダーク）は、林田球による日本の漫画。『ゲッサン』（小学館）にて、2019年4月号から連載中。

## 概要

### 沿革
2018年9月12日発売の『ゲッサン』10月号にて、林田の『ドロヘドロ』の最終回が掲載され、同号にて本作の連載を準備していることを発表。2019年3月12日発売の4月号より連載を開始。
第1巻のカバーの初期のコンセプトは「クラシカルでノスタルジーを感じる1冊にしたい」であった。そこで「今売れているコミックスを見に行こう」と林田と担当編集者が都内の大型書店へ訪れたところ、「色々と悩んだ」林田は青山剛昌の『まじっく快斗』の単行本を手に取った。しかし紆余曲折あり、第1巻は別物となった。単行本第1巻と同日に発売した『ゲッサン』2019年12月号では、その「初期コンセプトが詰まったデザイン」を採用したアナザーカバーが付属している。
2019年、ヴィレッジヴァンガードの公式フリーペーパーの『VVマガジン』12月号の表紙に『ドロヘドロ』とともに本作が採用される。2020年1月1日より、ヴィレッジヴァンガードにて「ドロヘドロ＆大ダーク」福袋を展開。2020年1月、YouTubeにて本作のCMを公開。

### 作風
広い宇宙を舞台としたブラック・コメディ。コミックナタリーによると、本作は「『ドロヘドロ』にもあったコメディ要素がさらにパワーアップ」し、「アップテンポで賑やかに描かれて」いるが、「登場キャラクターがかぶっている“マスク”」や「主人公を囲む陽気なキャラクターたち」など、『ドロヘドロ』の読者も楽しめるよう描かれている。『このマンガがすごい!』では「バイオレンスなのにキャラクターやストーリーにはキュートな魅力もあって、その世界観はさながらダークでポップな現代アート」と表現している。

## 制作背景

### 連載決定
2017年、『ヒバナ』（小学館）がなくなり、『ドロヘドロ』が『ゲッサン』に移籍した時には、同作のアニメの話があった。その当時は2019年の秋アニメの予定で当時の『ゲッサン』の編集長が「アニメと同時に新連載の1巻を出したいね」と言ったことにより、同作の終了時には新連載の掲載号が決定していた。しかし同作の終了後から本作の開始までの半年には、同作の企画や作業をしていたため、本作の「準備期間はほぼゼロ」であった。主人公の外見も性格も、全然決まらず「主人公って難しい」と何か月も考えながら、2019年1月くらいに本作の第1話のネームを描き始めた。「編集長のOKを取る前に、連載が始まることだけ決定して」いたため、同月、担当編集者は編集長から「タイトル以外影も形もないけど大丈夫」かと言われていた。

### 構想
「もともと、映画の『エイリアン』が好き」で、「宇宙でクリーチャーと戦う『Dead Space』という洋ゲーが大好き」な林田は、「宇宙がすごく好きでも、宇宙……つまりSFは私には描けないとほぼ諦めていた」状態に追い詰められてしまうが、新連載の予告をしなければならないため、「もう宇宙しかない」と考え、「『宇宙でいく、好きだからなんとかなるだろう』と宇宙と向き合うこと」にした。「予告には内容が多少わかるように書きたい」と考えていた担当編集者が「『宇宙、惑星、大冒険』でどう」かと提案したため、林田は「じゃあそれでなんとかします！ それでいきましょう！」と答え、「予告の通りの展開」となった。林田は「『ドロヘドロ』が長期連載できつい時期もあった」ため、「次は軽いものを、という思いもあ」った。林田によると「『ドロヘドロ』にもコメディ要素」があったが、本作は「軽く読める、ちょろちょろって読んでもらうのに適したマンガ」であり、「本当にコメディだと思っている」と話している。

### 連載開始と主人公
主人公の「名前も決まらない、性格も決まらない、どうしよう」と考え、「一人称は「ぼく」で、14歳にしてみようか」程度の「あんまり固まりきらない」状態で第1話が開始された。林田は「普通の少年を描くのはあまり得意ではない」ため、大きくしようと考えた。林田によると「最初は主人公をおっさんにしようとか、すごくぽっちゃりにしようとか、いろいろ考えた」が、「自分が好きになれるキャラクターというのは大前提として、みんなが描かない主人公のほうが、まだ勝機がある」と考え、試行錯誤の末、「14歳と言いつつ少年らしさを排除したサンコ」が誕生している。『ゲッサン』は「恋愛を描く作品がすごく多い」が、「恋愛や青春の描写を描けない」林田は、「恋愛を描かずにネームが通るのか」と悩んだこともあると話している。林田は『おかしなガムボール』や『ぼくはクラレンス!』などの「小学校が舞台の作品が多い」ようなカートゥーンアニメを観ており、ネタ帳に「小学校」とメモをしていたが、「新連載のネタとして「宇宙」とくっつけてみようかと」考え、サンコの8歳の時のエピソードが挿入されている。

### 作品について
林田によると、「SFを描いていて大変なこと」は用語であり、「独自のカッコいいSF用語」は無理だと考え、「想像しやすい、簡単な言葉で作るように」している。ネーミングのルールを決めるまで、時間がかかったという。「主人公側のアイテムは“闇の某”、敵対勢力の光力塊が作ったものは“光”土コンテナとか“光”油先生」と決まっている。
「食べたいけどすぐ食べに行けないものをマンガに出す」という林田は、「ギトギトしたのが食べたい」と考え、みぼすぱん（ミートボールスパゲティパン）を登場させている。

## あらすじ
主人公のザハ＝サンコの骨を奪った者は「どんな願いも叶える」と言われ、絶えず多くの宇宙人から命（骨）を狙われる運命にある。相棒のアバキアンと共に、襲い掛かる宇宙人を返り討ちにしながら骨を集め、噂を流した者を特定するため宇宙を旅し続ける。

## 登場人物
ザハ＝サンコ
良く言えば明るく前向きな思考の持ち主、悪く言えばかなり能天気な性格の少年。常に命を狙われながらもマイペースに旅を続けている。好物はみぼすぱん(ミートボール・スパゲティをはさんだただのパン)。
ミートボール・スパゲティ
6年前、正体を隠しアバキアンと巨大小学校船・タイボクガンに通っていた時のサンコの偽名。学校に友達はいないが、マイペースに通学していた。

アバキアン
宇宙人の標準装備であるニーモツの中でも特別な「闇のニーモツ」。色々な機能を持つ。いつもサンコの身の上を案じている。
死ま田＝デス
サンコの初めての友達になった異形の者。宇宙人の『死』を食って生きる、闇の世界で生まれた謎の生物。様々な特技を使って宇宙人を滅殺する。多分不老不死。
一＝ダメ丸
「4匹の害悪」最後の1匹。自らのことを「ただの人間」だと言うが正体は不明。何か特別な力を持っている…？
モージャ
サンコの宇宙船・モージャ号のサポート用のチビロボ。オケツで本体と繋がっているが、離れても内蔵バッテリーで72時間位動ける。
店谷＝ボックス
闇の世界・クライの武器商人。骨と引き換えに色々な物を売ってくれる。「店谷の土鈴」を鳴らせばどの星でも呼び出す事が可能。

## 評価
2021年、「このマンガがすごい!2022」オトコ編の第22位を受賞。2022年8月「次にくるマンガ大賞 2022」コミックス部門にて、14位を獲得。

## 書誌情報
- 林田球『大ダーク』小学館〈ゲッサン少年サンデーコミックス〉、既刊8巻（2024年10月11日現在）
  1. 2019年11月12日発売[4][11]、ISBN 978-4-09-129486-9
  2. 2020年8月12日発売[12][13]、ISBN 978-4-09-850215-8
  3. 2021年4月12日発売[14][15]、ISBN 978-4-09-850496-1
  4. 2021年11月12日発売[16][17]、ISBN 978-4-09-850799-3
  5. 2022年8月10日発売[18][19]、ISBN 978-4-09-851251-5
  6. 2023年4月12日発売[20][21]、ISBN 978-4-09-852022-0
  7. 2024年1月12日発売[22]、ISBN 978-4-09-853096-0
  8. 2024年10月11日発売[23]、ISBN 978-4-09-853641-2